# William Grant, Lord Grant
William Grant, Lord Grant (* 19. Juni 1909; † 19. November 1972) war ein britischer Jurist und Politiker der Unionist Party, der zwischen 1955 und 1962 Mitglied des House of Commons sowie von 1962 bis zu seinem Tod 1972 als Lord Justice Clerk das zweithöchste Richteramt Schottlands bekleidete.

## Leben
Grant absolvierte nach dem Schulbesuch ein Studium der Rechtswissenschaften und war danach als Rechtsanwalt tätig. Am 10. Januar 1955 wurde er als Nachfolger von William Rankine Milligan zum Solicitor General für Schottland ernannt und damit zu einem der Hauptrechtsberater der Krone und der Regierung in Schottland-Angelegenheiten.
Bei den Wahlen vom 26. Mai 1955 wurde er als Kandidat der Scottish Unionist Party erstmals zum Mitglied des House of Commons gewählt und vertrat in diesem bis zum 21. November 1962 den Wahlkreis Glasgow Woodside. Am 6. April 1960 wurde er erneut Nachfolger Milligans, und zwar nunmehr als Lord Advocate. Sein Nachfolger als Solicitor General wurde wiederum David Anderson. Als Lord Advocate war er nicht nur oberster Rechtsberater der Krone und der Regierung in Schottland-Angelegenheiten, sondern als Generalstaatsanwalt Schottlands auch einer der Great Officers of State. Auf diesem Posten verblieb er bis zu seiner Ablösung am 25. September 1962 durch Ian Hamilton Shearer.
Am 25. September 1962 wurde er Richter am Obersten Zivilgericht Schottlands (Court of Session) und übernahm eine Woche später am 2. Oktober 1962 von George Reid Thomson, Lord Thomson, die Funktion als Lord Justice Clerk. Er bekleidete damit nach dem Lord President of the Court of Session das zweithöchste Richteramt Schottlands. Er bekleidete diese Funktion bis zu seinem Unfalltod am 19. November 1972 und wurde danach durch John Thomas Wheatley, Lord Wheatley abgelöst.